# Nervilia fuerstenbergiana
Nervilia fuerstenbergiana är en orkidéart som beskrevs av Rudolf Schlechter. Nervilia fuerstenbergiana ingår i släktet Nervilia och familjen orkidéer. Inga underarter finns listade i Catalogue of Life.